# Edgars Krūmiņš
Edgars Krūmiņš (Jelgava, URSS, 16 de octubre de 1985) es un deportista letón que compite en baloncesto en la modalidad de 3×3. Participó en los Juegos Olímpicos de Tokio 2020, obteniendo una medalla de oro en el torneo masculino.

## Palmarés internacional
| Juegos Olímpicos | Juegos Olímpicos | Juegos Olímpicos | Juegos Olímpicos |
| Año              | Lugar            | Medalla          | Competición      |
| ---------------- | ---------------- | ---------------- | ---------------- |
| 2020             | Tokio (Japón)    | Medalla de oro   | Torneo masculino |